# Frignicourt
Frignicourt è un comune francese di 1 872 abitanti situato nel dipartimento della Marna nella regione del Grand Est.

## Società

### Evoluzione demografica
Abitanti censiti